# Antônio Pereira
Antônio Pereira da Silva (né le 25 mai 1957), est un ancien arbitre brésilien de football, qui officia de 1994 à 2002.

## Carrière
Il a officié dans des compétitions majeures  : 
- JO 1996 (2 matchs)
- Copa América 1997 (2 matchs)